# Austin (Minnesota)
Austin és una població dels Estats Units a l'estat de Minnesota. Segons el cens del 2000 tenia 23.314 habitants.

## Demografia
Segons el cens del 2000, Austin tenia 23.314 habitants, 9.897 habitatges, i 6.076 famílies. La densitat de població era de 837,4 habitants per km².
Per edats la població es repartia de la següent manera: un 23,3% tenia menys de 18 anys, un 8,7% entre 18 i 24, un 25,1% entre 25 i 44, un 20,9% de 45 a 60 i un 22% 65 anys o més.
L'edat mediana era de 40 anys. Per cada 100 dones de 18 o més anys hi havia 89,2 homes.
La renda mediana per habitatge era de 33.750 $ i la renda mediana per família de 42.691 $. Els homes tenien una renda mediana de 31.787 $ mentre que les dones 23.158 $. La renda per capita de la població era de 20.651 $. Entorn del 7,5% de les famílies i el 10,9% de la població estaven per davall del llindar de pobresa.

## Poblacions més properes
El següent diagrama mostra les poblacions més properes.